# 21st Virginia Infantry
Vingt-et-unième régiment d'infanterie de volontaires de Virginie
Le 21st Virginia Volunteer Infantry Regiment (vingt-et-unième régiment d'infanterie des volontaires de Virginie) est un régiment d'infanterie levé en Virginie pour servir dans l'armée des États confédérés pendant la guerre de Sécession. Il combat pour la plupart du temps avec l'armée de Virginie du Nord.

## Service
Le 21st Virginia est organisé en juin et entre au service confédéré en juillet 1861, à Fredericksburg, en Virginie. La plupart des hommes sont recrutés dans la ville de Richmond et les comtés de Charlotte, Mecklenburg, Cumberland, et Buckingham. La compagnie B est connue comme la garde du Maryland et est recrutée parmi les sympathisants sudistes sur la frontière de l'état.
Après avoir participé aux campagnes de Cheat Mountain de Lee et de la vallée de Jackson, l'unité est affectée à la brigade de J. R. Jones et de W. Terry de l'armée de Virginie du Nord. Il prend une part active dans de nombreux combats, de la bataille des sept jours jusqu'à la bataille de Cold Harbor, puis combat avec Early dans la vallée de la Shenandoah et la campagne d'Appomattox.
Au cours de la campagne de la vallée de la Shenandoah, le général Jackson accuse la colonel Gilham de « négligence de service » pour ne pas avoir réussi à capturer le dépôt ferroviaire de Bath en Virginie. Ce dernier démissionne avant la mise en œuvre de la procédure et les charges sont abandonnées(p226). Le 21 avril 1862, John M. Patton, Jr. devient colonel du régiment(p346). Le 25 mai 1862, le commandant de la deuxième brigade de la division de Jackson, le colonel Campbell, est blessé lors de la première bataille de Winchester ; le colonel prend alors le commandement de la brigade, laissant le commandement du régiment au lieutenant colonel R. H. Cunningham. Le régiment ne déplore aucune perte lors des combats(p194). Le 9 juin 1862, lors de la bataille de Port Republic, le régiment est mis en marche vers 8 heures du matin pour rejoindre Port Republic, brûlant le pont de la rivière North derrière lui. Il atteint la ville vers 10 heures du matin alors que la bataille se termine(p218). Le colonel Patton démissionne peu après la campagne de la vallée pour raison de santé le 8 août 1862(p348),(p301).
Lors de la bataille de Chantilly, le 1er septembre 1862, la moitié du régiment est placée en tirailleurs au sud de la route à péage à environ 2,5 milles (4 kilomètres) de Centreville(p38). Peu après, le régiment  prend part à la bataille d'Antietam au cours de laquelle le capitaine Page perdra une jambe(p80).
En avril 1863, William A. Witcher est promu colonel avec une date de prise de rang au 1er décembre 1862(p402).
Lors de la campagne de la vallée de la Shenandoah à l'été 1864, le 21st Virginia fait partie d'un groupe régimentaire composés des restes de régiments (les 21st, 25th, 42nd, 44th, 48th et 50th Virginia Infantry) sous les ordres du colonel Robert h. Dugan et qui comprend moins de 400 hommes(p194). Le groupe prend part à la seconde bataille de Kernstown le 24 juillet 1864(p191),.

## Pertes
Ce régiment rend compte de 60 victimes à la première bataille de Kernstown  sur 270 hommes engagés(p348) et en mai 1862, s'élèvent à environ 600 hommes. Il perd 37 tués et 85 blessés à Cedar Mountain, a 3 tués et 9 blessés à la seconde bataille de Bull Run, et rend compte de 4 tués et 40 blessés à Chancellorsville. Sur les 236 engagés à Gettysburg environ vingt pour cent sont mis hors de combat. Seuls 6 officiers et 50 hommes se rendent.

## Commandement
Les officiers supérieurs sont les colonels William Gilham, John M. Patton, Jr, et William A. Witcher ; les lieutenants-colonels Richard H. Cunningham, Jr, et William P. Moseley; et les commandants William R. Berkeley, Alfred D. Kelly, John B. Moseley, et Scott Shipp.